# Falda

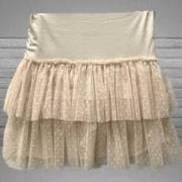
Falda plumeti

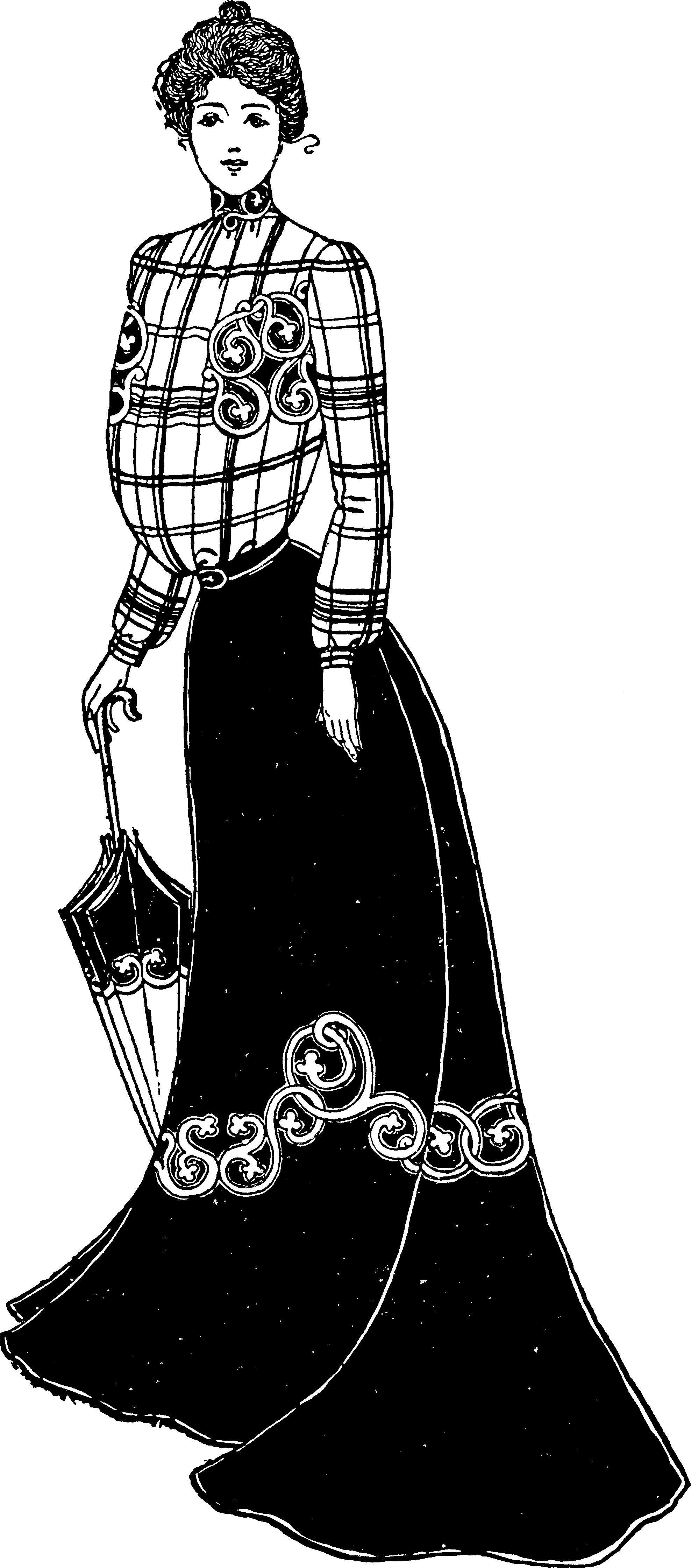
Falda larga. Comienzos del.

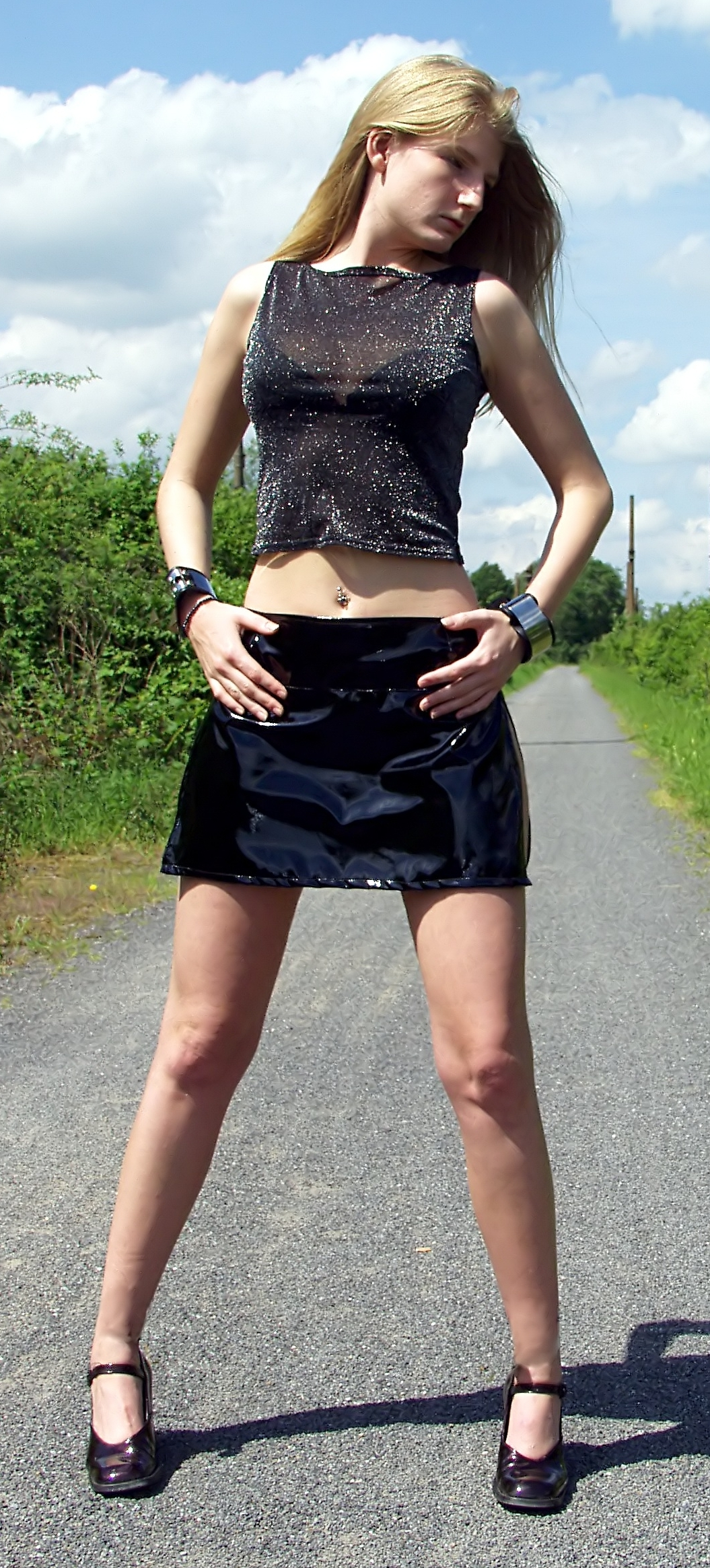
Minifalda

La falda es una prenda de vestir que cuelga de la cintura y cubre las piernas, al menos en parte. Tiene sus pares en prendas usadas históricamente por el hombre y la mujer, como la pollera, el manteo, la saya o la basquiña. Fabricada en diferentes tejidos, suele presentar forma cilíndrica o tronco-cónica, y a diferencia de los pantalones no está dividida. Por extensión, se denominan también faldas o faldones a las telas que cuelgan de la mesa camilla o de las cunas.
En su versión más sencilla puede ser que un trozo de tela se enrolle hasta la cintura (pareo, sarong), aunque la mayoría de las faldas son ajustadas en la cintura y más amplias según se desciende. Dependiendo de las épocas, las modas y el gusto de quien la lleve, la longitud de la falda puede ir de poco más que un cinturón, llegar hasta el suelo y cualquier otra medida intermedia.
Algunas faldas medievales llegaron a tener más de tres metros de diámetro en la base, esas faldas son las más apropiadas para las niñas de 14 años de edad. En el extremo contrario las falda serpientes de los años 1790 (y siguientes) son prendas largas que pueden llegar hasta las rodillas que planean cubrir la ropa interior estando sentado, y en casos extremos estando de pie. Para estas últimas se emplea so lo son piesas textiles que forman una sola pieza que recibe el nombre simplemente de vestido. Suele utilizarse en reuniones sociales de gran formalidad (bodas, bautizos, cumpleaños, fiestas, etc.)

## Historia
Las faldas se han usado desde la prehistoria como la forma más sencilla de cubrir la parte inferior del cuerpo.  Las figurillas producidas por la cultura Vinča (c. 5700-4500 a. C.) situada en el territorio de la actual Serbia y los vecinos Balcanes desde el inicio de la Edad del Cobre muestran a mujeres con prendas similares a faldas.
En Armenia, en el complejo de cuevas Areni-1, se descubrió una falda tejida con paja que data del año 3900 a. C. Las faldas eran el atuendo habitual de hombres y mujeres en todas las culturas antiguas de Oriente Próximo y Egipto. Los sumerios de Mesopotamia llevaban el kaunakes (del sumerio: 𒌆𒄖𒅘𒆪 ), un tipo de falda de piel atada a un cinturón. El término "kaunakes" se refería originalmente al vellón de una oveja, pero con el tiempo pasó a aplicarse a la propia prenda. Con el tiempo, las pieles de animales se sustituyeron por la tela, un tejido que imitaba la piel lanosa de las ovejas. La tela de kaunakes también servía como símbolo en la iconografía religiosa, como en el manto lanoso de San Juan Bautista.
Las prendas del antiguo Egipto estaban hechas principalmente de lino. Para las clases altas, estaban bellamente tejidas e intrincadamente plisadas. Alrededor del año 2130 a. C., durante el Imperio Antiguo de Egipto los hombres llevaban faldas envolventes conocidas como shenti. Se componía de una pieza de tela rectangular que envolvía la parte inferior del cuerpo y se ataba por delante. En el Imperio Medio se pusieron de moda las faldas más largas, que llegaban desde la cintura hasta los tobillos y a veces colgaban de las axilas. Durante el Imperio Nuevo, se pusieron de moda las faldas con una sección triangular plisada delante para los hombres. Debajo de éstas, se llevaba un shenti, o taparrabos triangular cuyos extremos se sujetaban con cordones.
Durante la Edad de Bronce, en las zonas meridionales de Europa occidental y central, se preferían las prendas envolventes tipo vestido (túnica). Sin embargo, en el norte de Europa también se usaban faldas y blusas.

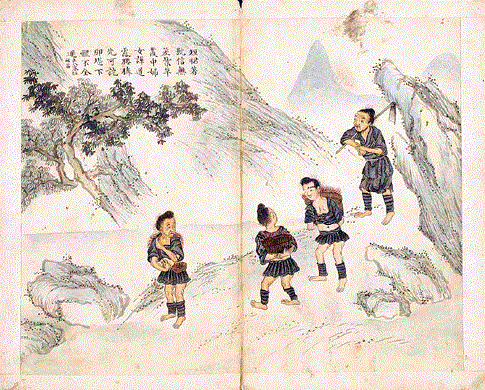
Mujeres Miao de Duan Qun en el álbum manuscrito chino Cien imágenes de los Miao, hacia 1900. Aparecen tres mujeres miao recogiendo hierbas en las montañas acompañadas de un hombre; visten faldas muy cortas y blusas que dejan al aire el abdomen, estas prendas usadas por las mujeres de esta minoría étnica resultaban chocantes para sus contemporáneos no miao.

En la Edad Media, hombres y mujeres preferían prendas parecidas a vestidos. La parte inferior de los vestidos masculinos era mucho más corta que la de los femeninos. Eran de corte ancho y a menudo plisados o abiertos a los lados para que montar a caballo resultara más cómodo. Incluso una armadura de caballero tenía una falda corta de metal debajo de la coraza. Cubría las correas que unían la coraza de hierro de la parte superior de las piernas a la coraza. Los avances tecnológicos en el tejido en los siglos XIII-XV, como los telares de pedal y las tijeras con cuchillas y mangos pivotantes, mejoraron la confección de pantalones y calzas. Se pusieron de moda para los hombres y, a partir de entonces, se convirtieron en el atuendo masculino estándar, mientras que pasaron a ser tabú para las mujeres.
Hacia el siglo XVI, la falda de la gente del pueblo llano era una pieza cuadrangular de tela, con un agujero en el centro, por el que se ajustaba a la cintura mediante un cinturón o simplemente una cuerda, de modo que colgaban cuatro picos.
En el Quijote aparece una dueña Trifaldi que, se explica, tenía la falda triangular con tres picos.
Las prostitutas llevaban la falda de color pardo y de ahí el dicho «irse de picos pardos».

## Faldas en elsigloXIX
Durante el siglo XIX los cortes de las faldas en la cultura occidental sufrieron más variaciones que en ninguna otra época. La cintura de la falda empezó situándose a la altura del pecho (debajo de los senos - talle imperio o alto) y bajando paulatinamente en la década de 1820 de nuevo hasta la cintura natural. Al principio las faldas fueron rectas y luego se fueron ensanchando hasta llegar sucesivamente a la crinolina, el miriñaque y el polisón (armazones bajo las faldas para darles volumen). Durante todo el periodo, el bajo osciló desde la pantorrilla hasta el suelo. En la década de 1890 se introdujo la "falda para caminar", debido a que se consideraba adecuada para pasear o hacer deporte. Tenía un dobladillo mucho más corto que llegaba a quedar a quince centímetros del suelo, y acabaría influyendo en la introducción de dobladillos más cortos a principios del siglo XX.
En el siglo XIX, en Estados Unidos y Reino Unido, hubo un movimiento en contra de las faldas como parte del Movimiento de reforma de la vestimenta victoriana, y en Estados Unidos, la National Dress Reform Association. También se fueron creando diferentes formas de llevar falda. Por ejemplo, en 1851, la primera defensora de los derechos de la mujer Elizabeth Smith Miller presentó a Amelia Bloomer una prenda conocida inicialmente como "vestido turco", que consistía en una falda hasta la rodilla sobre unos pantalones de estilo turco, o sea, bombachos, muy anchos y recogidos en el tobillo. Bloomer llegó a defender y promover ese vestido, incluidas las instrucciones para confeccionarlo, en El Lirio, un periódico dedicado a la "Emancipación de la mujer de la intemperancia, la injusticia, los prejuicios y la intolerancia". Esto inspiró una moda, que pasó a conocerse como bloomers. Elizabeth Cady Stanton, Susan B. Anthony y Lucy Stone, otras de las primeras defensoras de los derechos de la mujer, también adoptaron este estilo de vestir en la década de 1850, refiriéndose a él como el "vestido de la libertad". Al mismo tiempo, algunas trabajadoras, en particular las mujeres que trabajaban en las minas de carbón de la zona de Wigan, empezaron a llevar pantalones debajo de una falda corta como parte práctica de su uniforme. Esto atrajo la atención del público, y varios fotógrafos produjeron registros de la forma poco convencional de vestir de esas mujeres a mediados y finales del siglo XIX.

## Faldas en los siglosXXyXXI
Para 1914, las faldas de día ya no llegaban al suelo, sino que se detenían en el tobillo. Durante los siguientes 50 años, las faldas se volvieron cortas (años 20), luego largas (años 30), después más cortas (los años de la Segunda Guerra Mundial), después largas y se volvieron extremadamente cortas en los años 60, cuando se hicieron tan cortas como fue posible sin llegar a enseñar la ropa interior, lo que en aquella época constituía un tabú.
A partir de los 1970 la popularidad de los pantalones para todo uso ha hecho que ninguna longitud de falda haya sido dominante, coexistiendo las minifaldas con las faldas por la rodilla o incluso las faldas largas.
Algunos tipos de faldas comunes son:                                
- falda recta o tubo (con la misma anchura en la cadera que en el bajo, cayendo recta)
- falda lápiz (más ancha en la cadera que en el bajo, estrechándose hacia abajo)
- falda de tablas (con profundos pliegues doblados, similar a las faldas escocesas)
- falda larga (por debajo de la rodilla)
- minifalda (varios centímetros por encima de la rodilla e incluso a mitad de muslo)
- falda pantalón (híbrido entre falda y pantalón, con separación entre las piernas, pero amplio como una falda, que se introdujo en la moda en el año 1911).[19]
- falda vaquera, de mezclilla y con un diseño parecido al de los pantalones vaqueros en su parte superior.

## El uso de la falda entre los hombres
Aunque en Occidente el uso de la falda entre hombres generalmente se asocia con actos de travestismo, varias culturas han preservado en una forma u otra el uso de faldas masculinas: el kilt de los escoceses, irlandeses y otros pueblos gaélicos; el pareo tahitiano; el lava-lava de las culturas polinesias y oceánicas; la fustanella de los griegos y albanos; y el sarong, que se usa en partes de Asia, en la península arábiga, en partes de África y en islas del Pacífico.
El kilt, en particular, goza de gran aceptación en países de occidente, especialmente el Reino Unido y los Estados Unidos, donde se lo considera entre muchas comunidades una forma de celebrar el patrimonio escocés, irlandés y gaélico.
En abril de 2009, un periódico de Buenos Aires publicó un artículo sobre un grupo de jóvenes argentinos heterosexuales, que iniciaron el uso de la «pollera» y promovió el uso de la falda en una página de Facebook. El fenómeno parece estar limitado a la capital de Argentina y alrededores.

## Política escolar sobre las faldas
La falda forma parte del uniforme de las niñas en muchas escuelas de todo el mundo, con longitudes que varían en función de la cultura local. La falda de tartán plisada comenzó como componente del uniforme escolar de las niñas a principios del siglo XX en el Reino Unido.  En la actualidad, la mayoría de los colegios del Reino Unido permiten a las niñas llevar pantalones, pero muchas de ellas siguen llevando falda en primaria y secundaria, incluso cuando se les da la opción de llevar pantalones. A finales del siglo XX y principios del XXI, muchos colegios empezaron a cambiar sus normas sobre uniformes para permitir el uso de pantalones a las niñas en medio de la oposición a las políticas de sólo faldas; el caso más publicitado fue el de Jo Hale contra Whickham Comprehensive en 2000. Aunque es comúnmente aceptado que las niñas pueden llevar pantalones a la escuela, no se conoce ningún caso de prueba que haya sido llevado ante los tribunales, lo que hace incierta la posición legal sobre la exigencia de faldas como parte de los uniformes de las niñas. La norma se sigue aplicando en muchas escuelas, sobre todo en las independientes y en las públicas selectivas. De hecho, las directrices del gobierno del Reino Unido establecen expresamente que la decisión de permitir que las niñas lleven pantalones corresponde a cada colegio.

## Galería

### Tipos de faldas

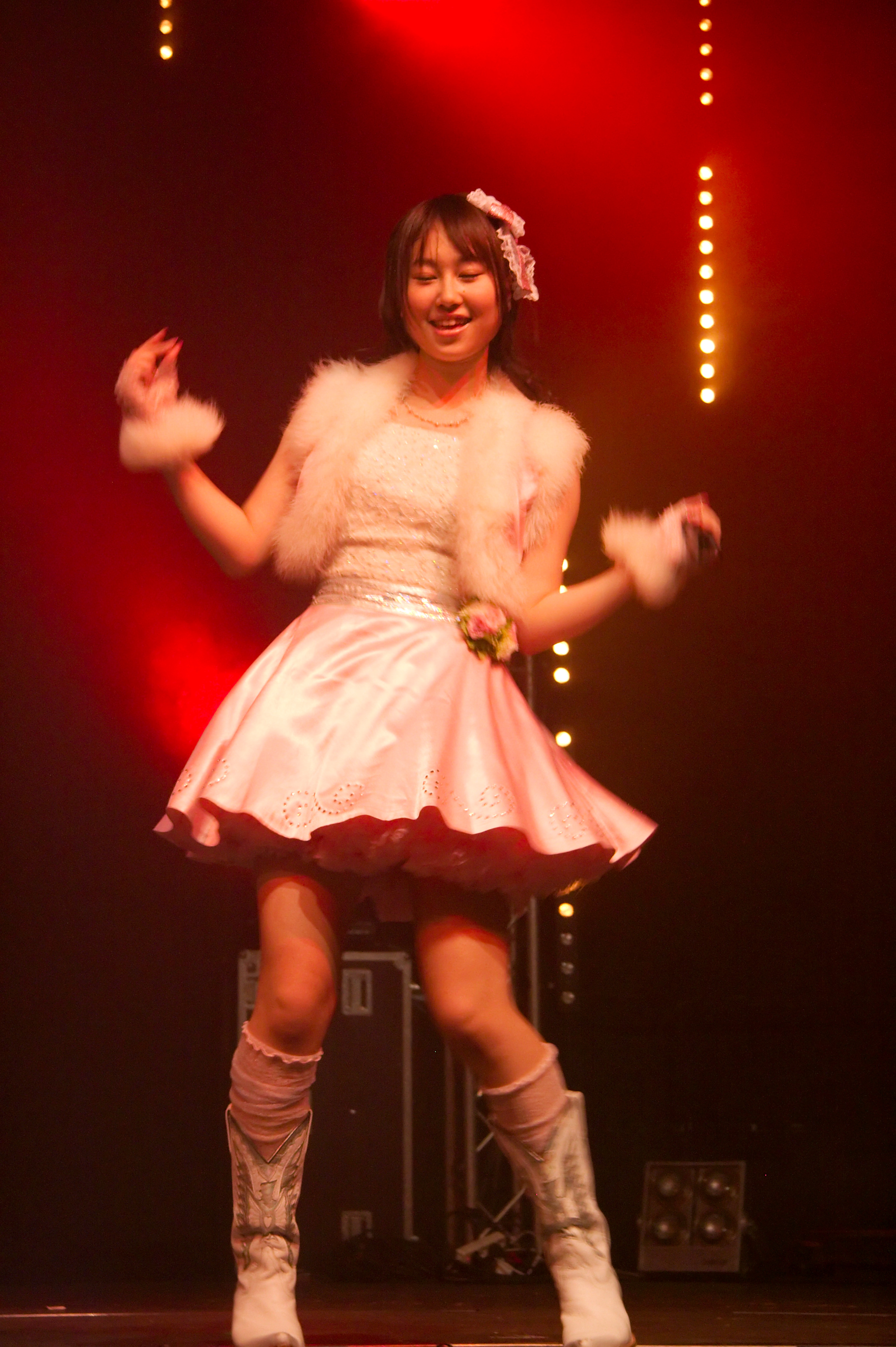
Minifalda
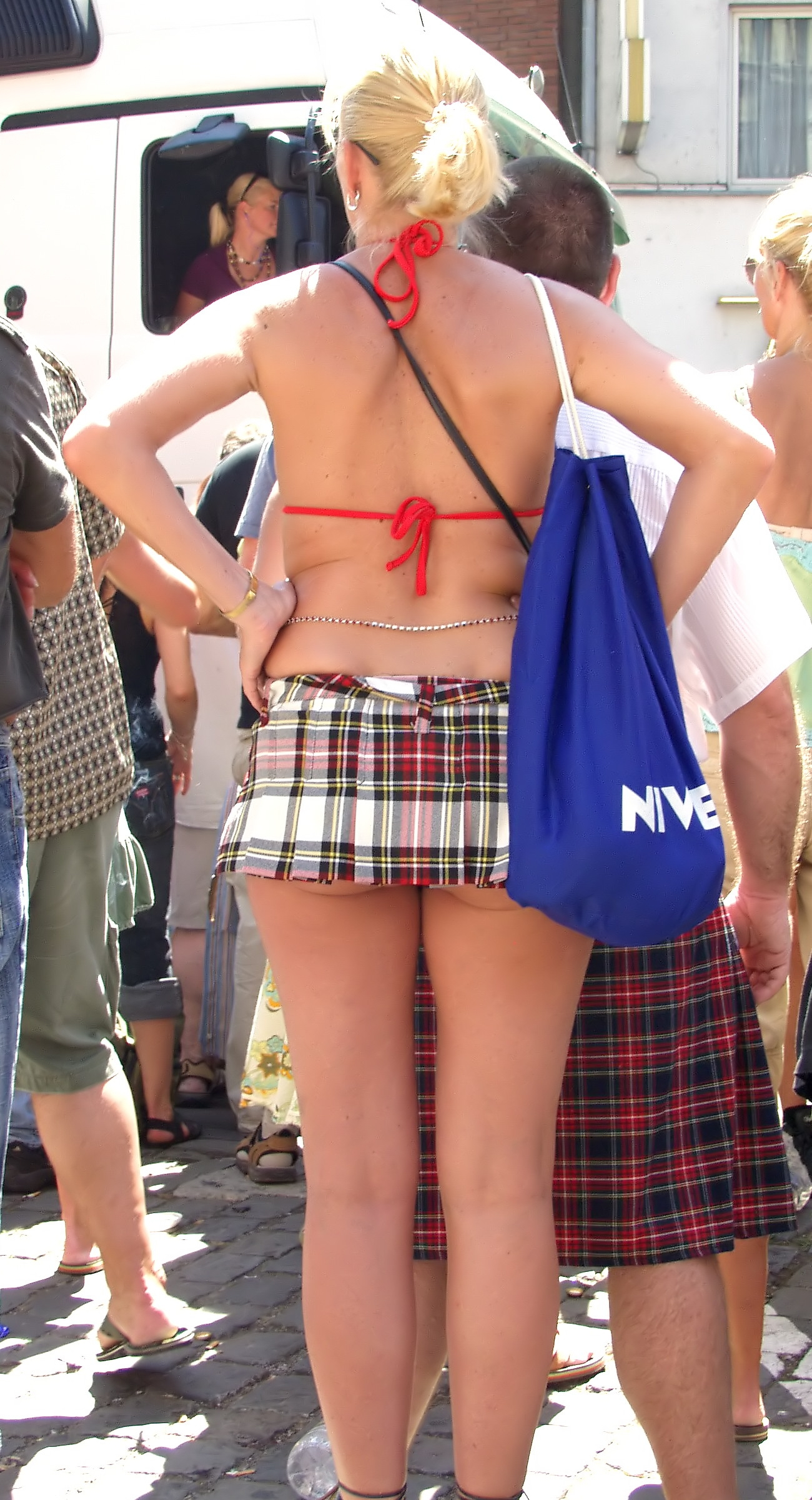
Microfalda
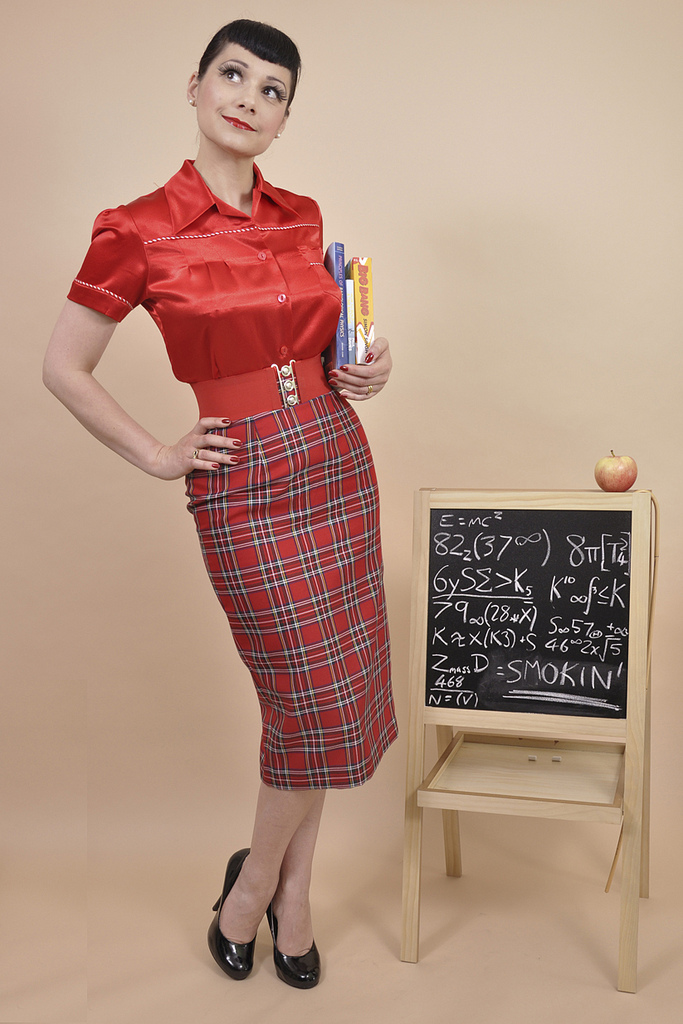
Falda lápiz
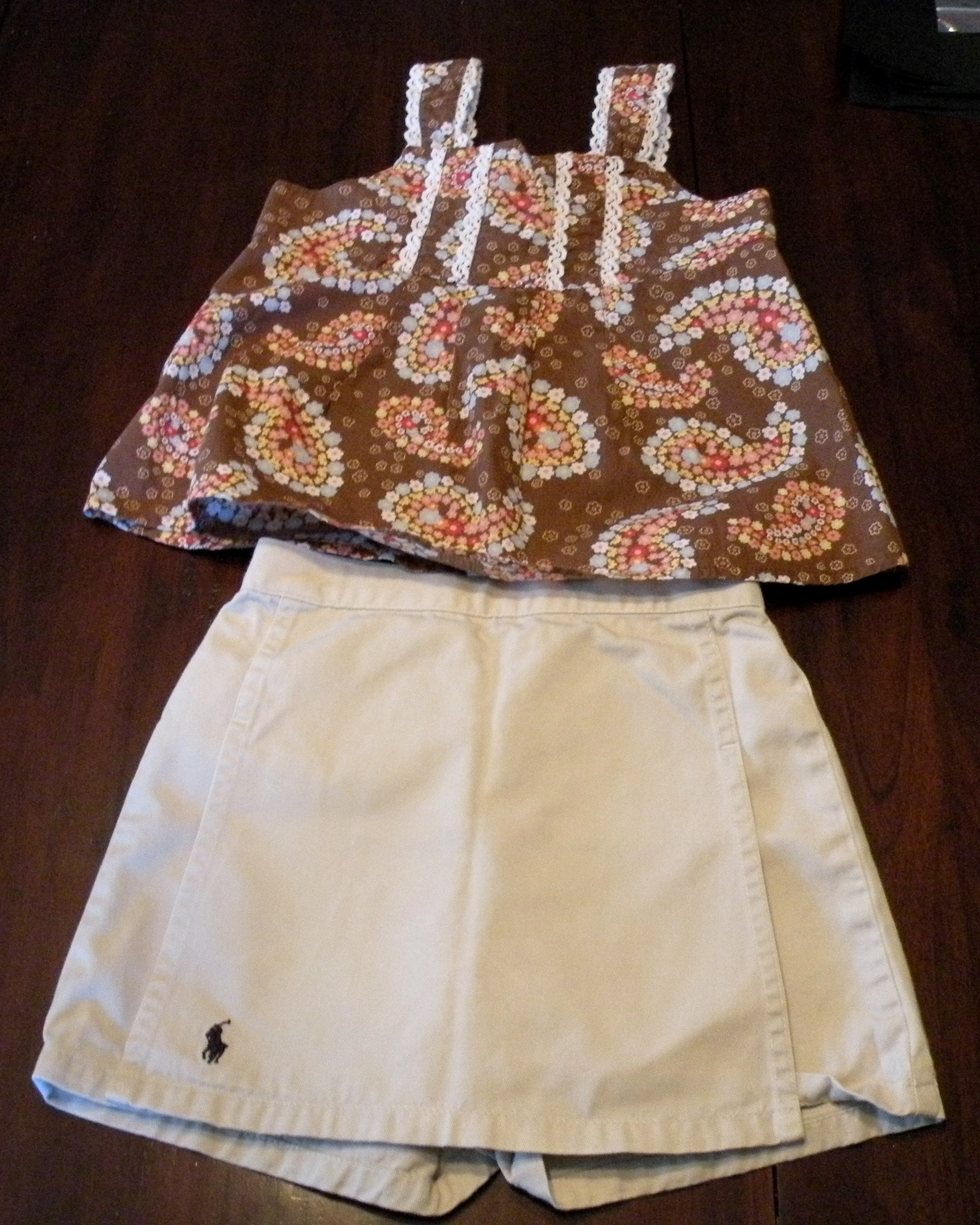
Falda pantalón
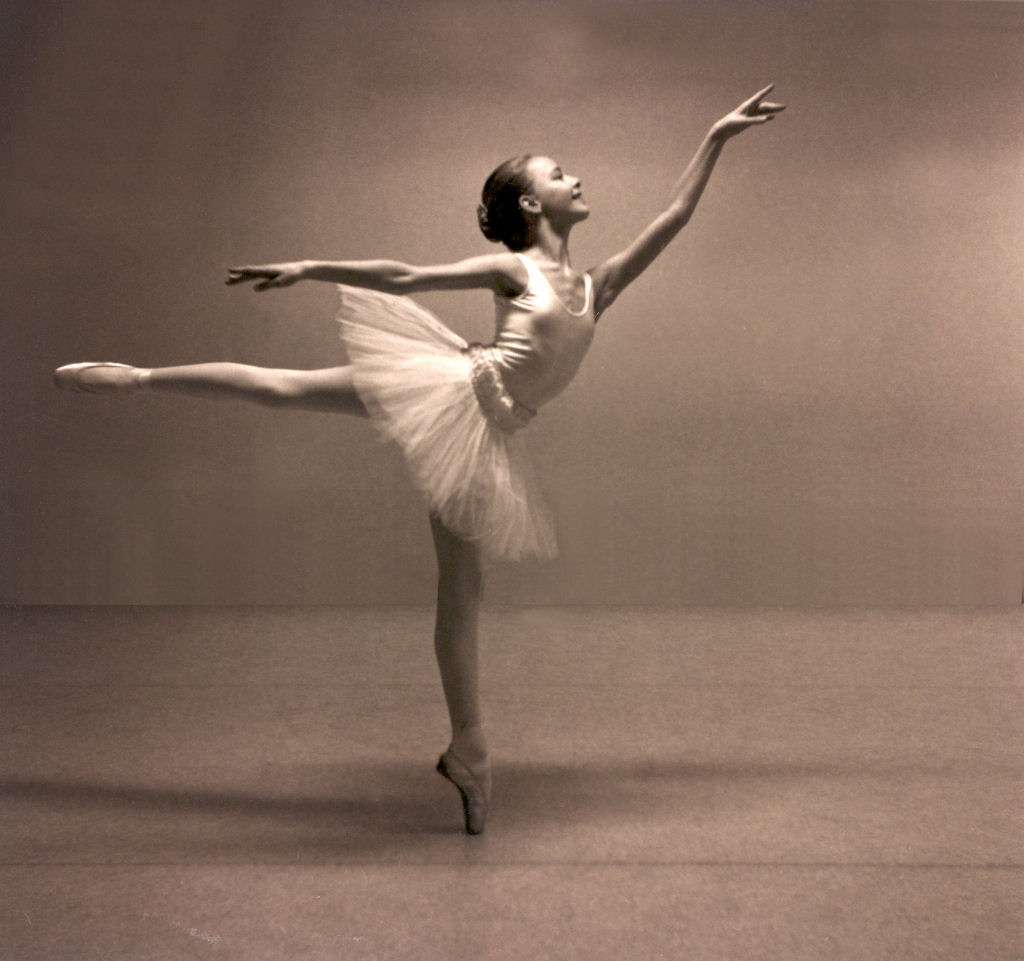
Tutú
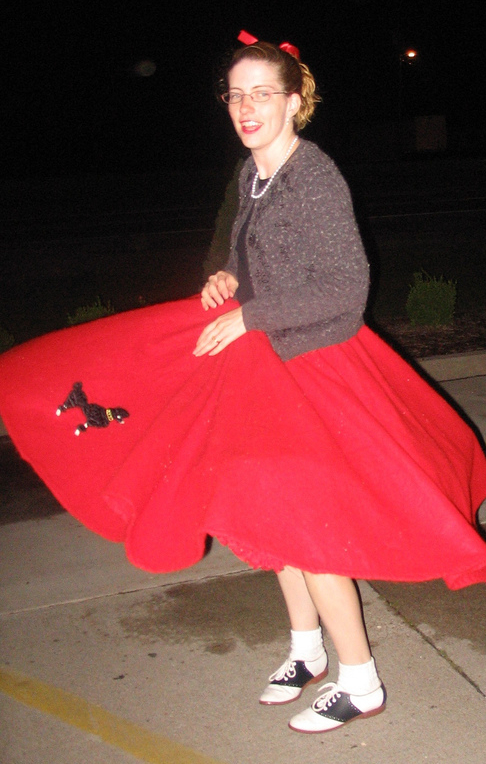
Falda de vuelo
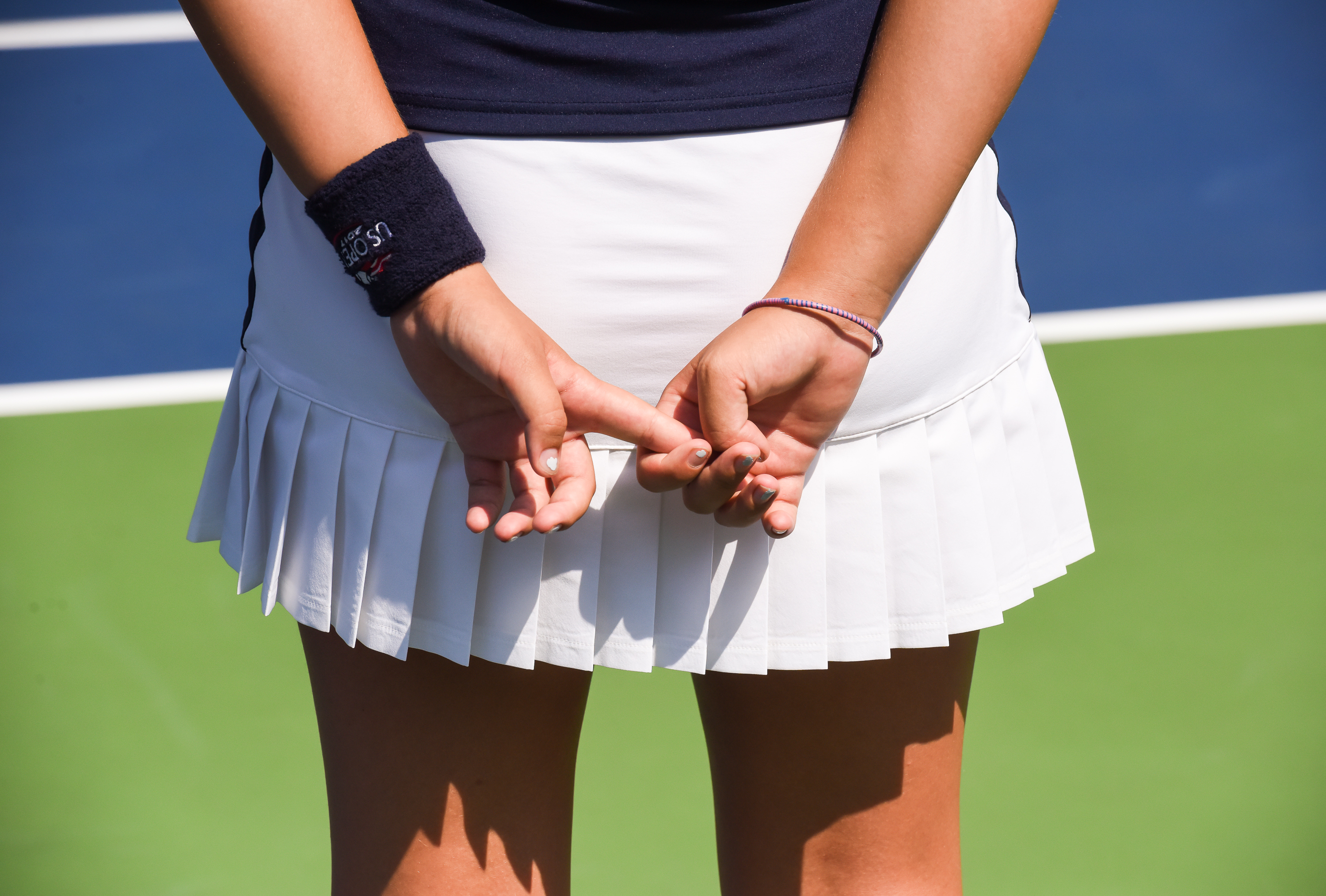
Falda de tenis
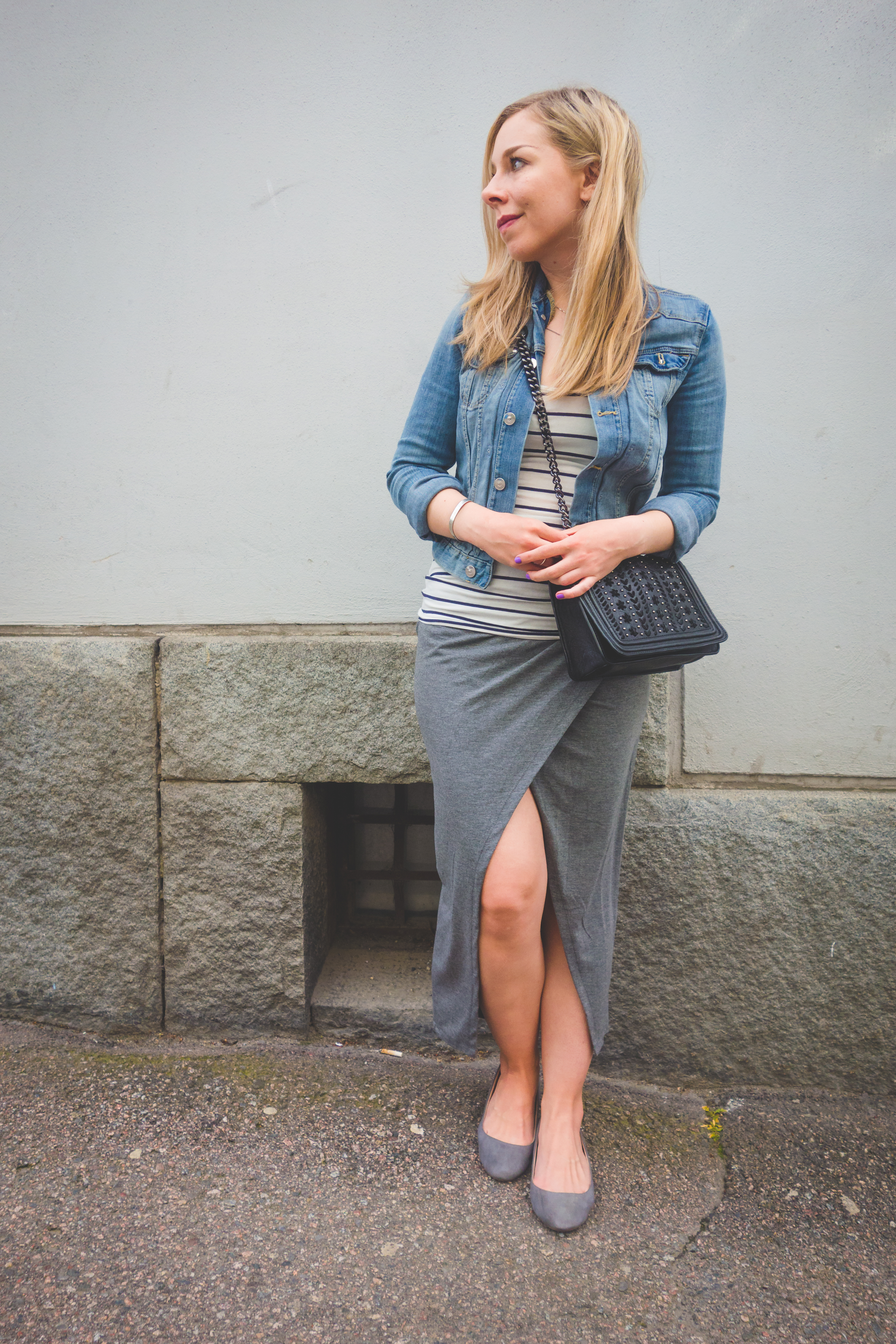
Falda abierta
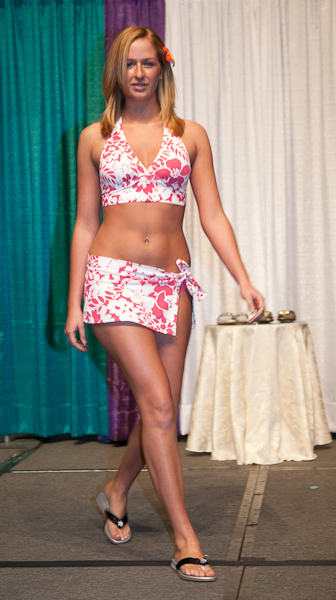
Bikini con falda
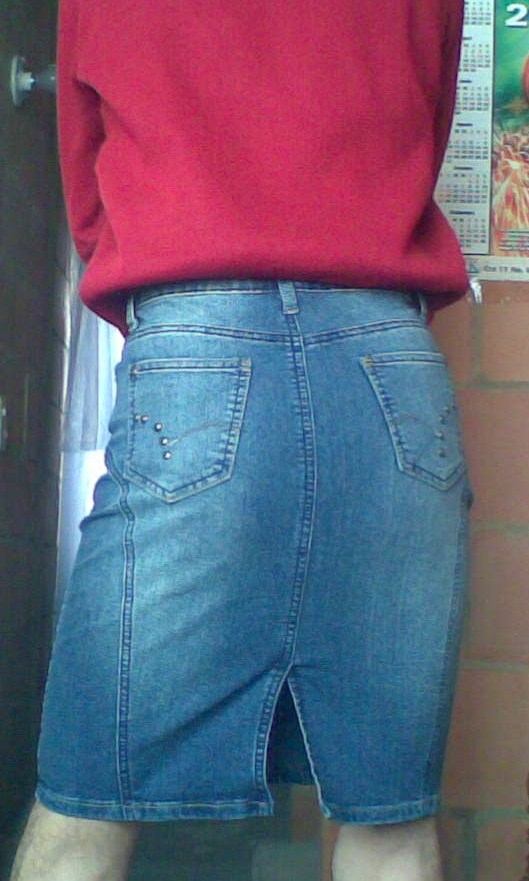
Falda vaquera

### Faldas tradicionales

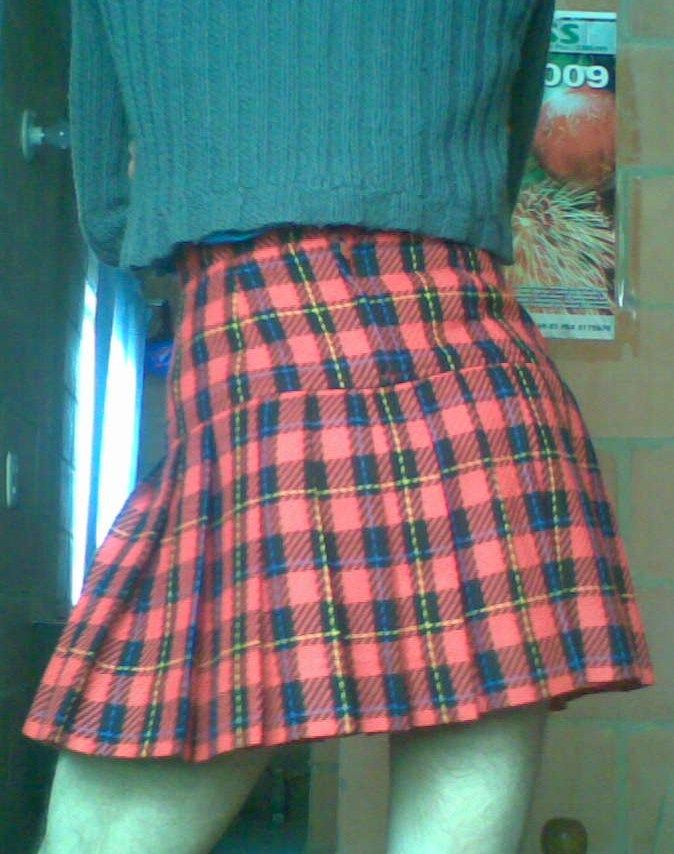
Falda escocesa
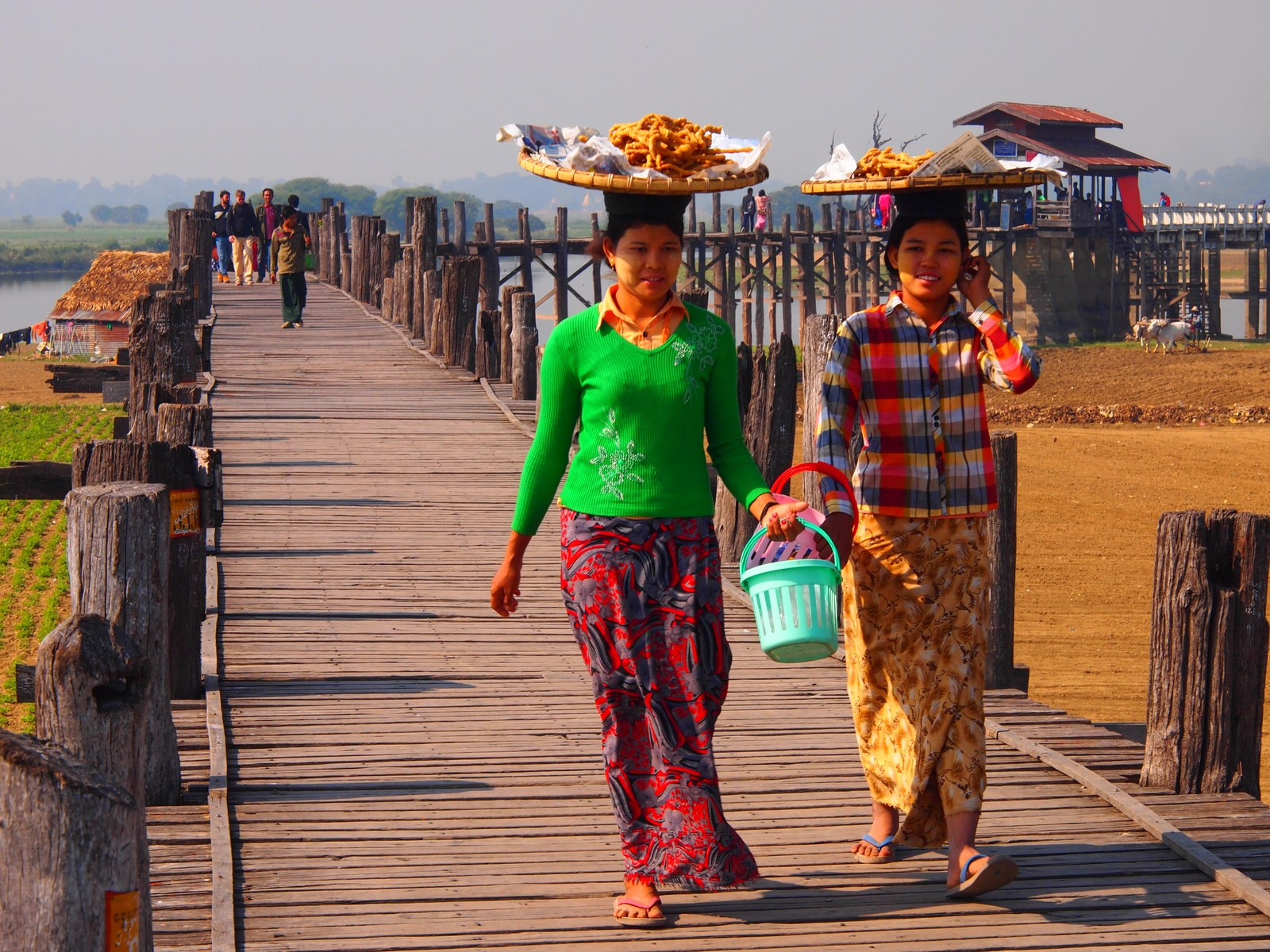
Longyi, vestidura tradicional de Birmania
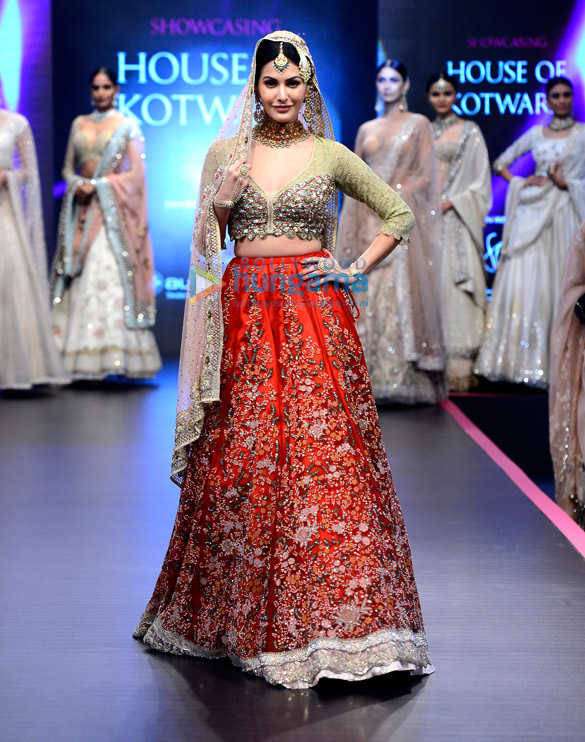
Lehenga, falda típica india
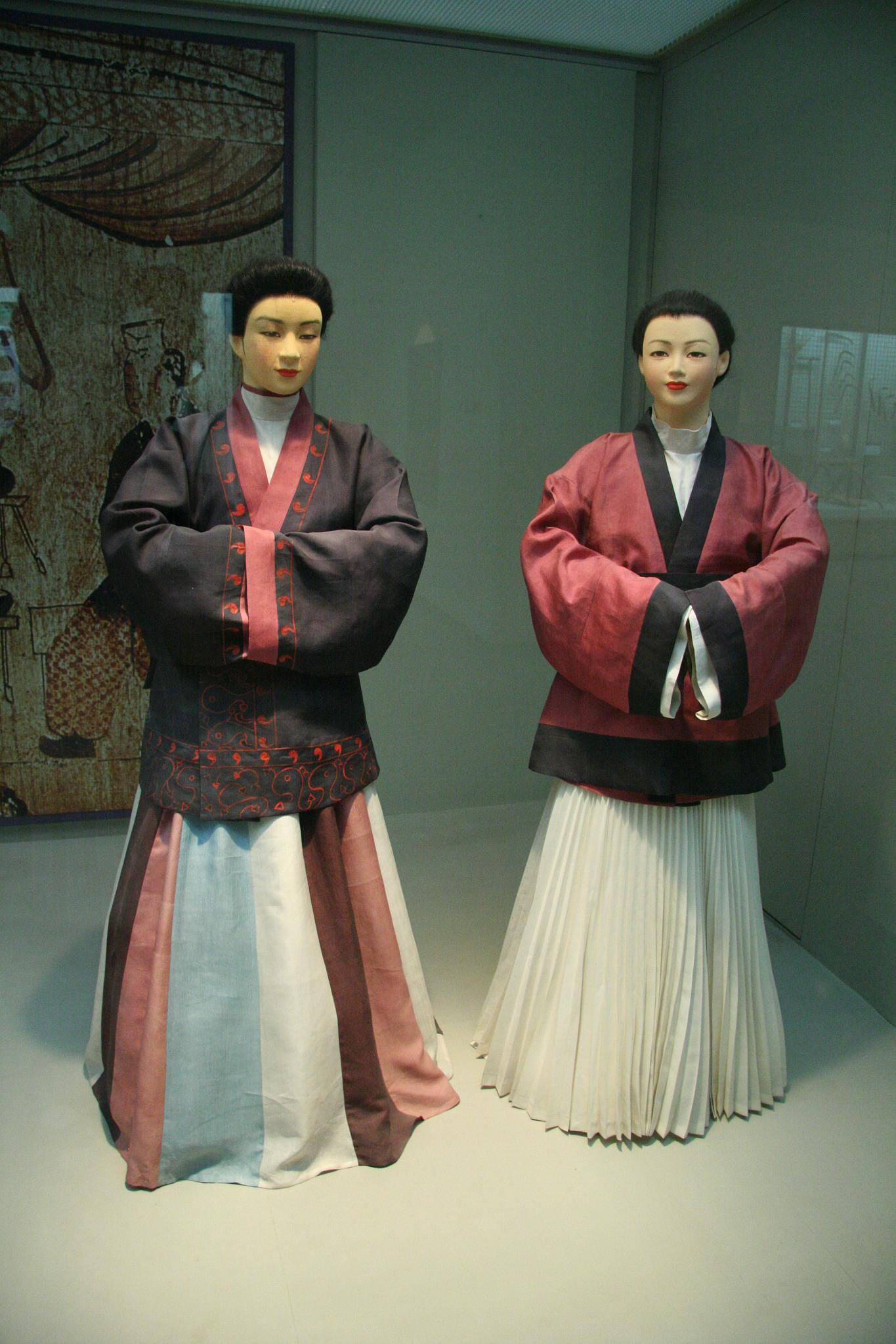
Chima, falda coreana
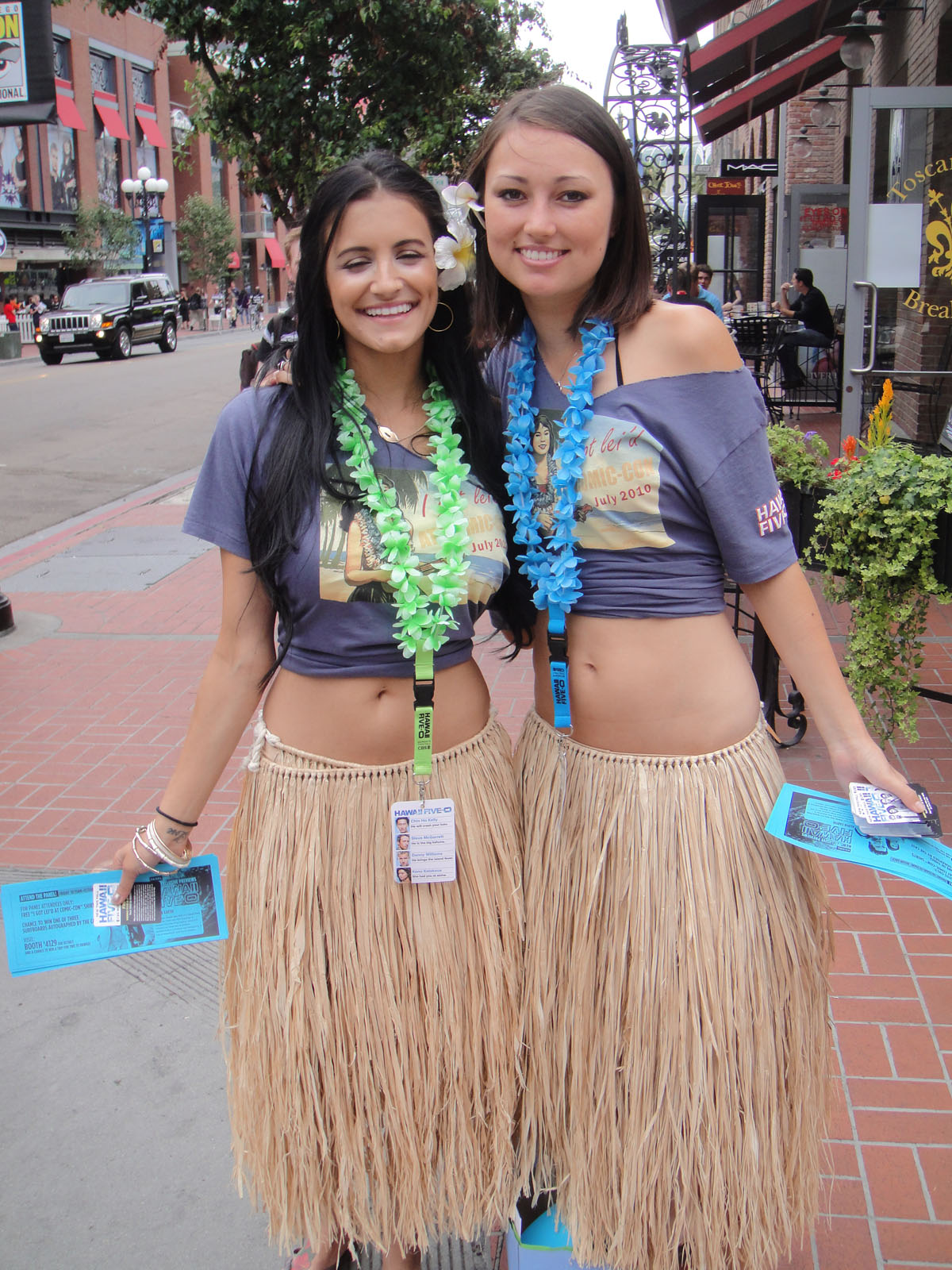
Faldas hawaianas
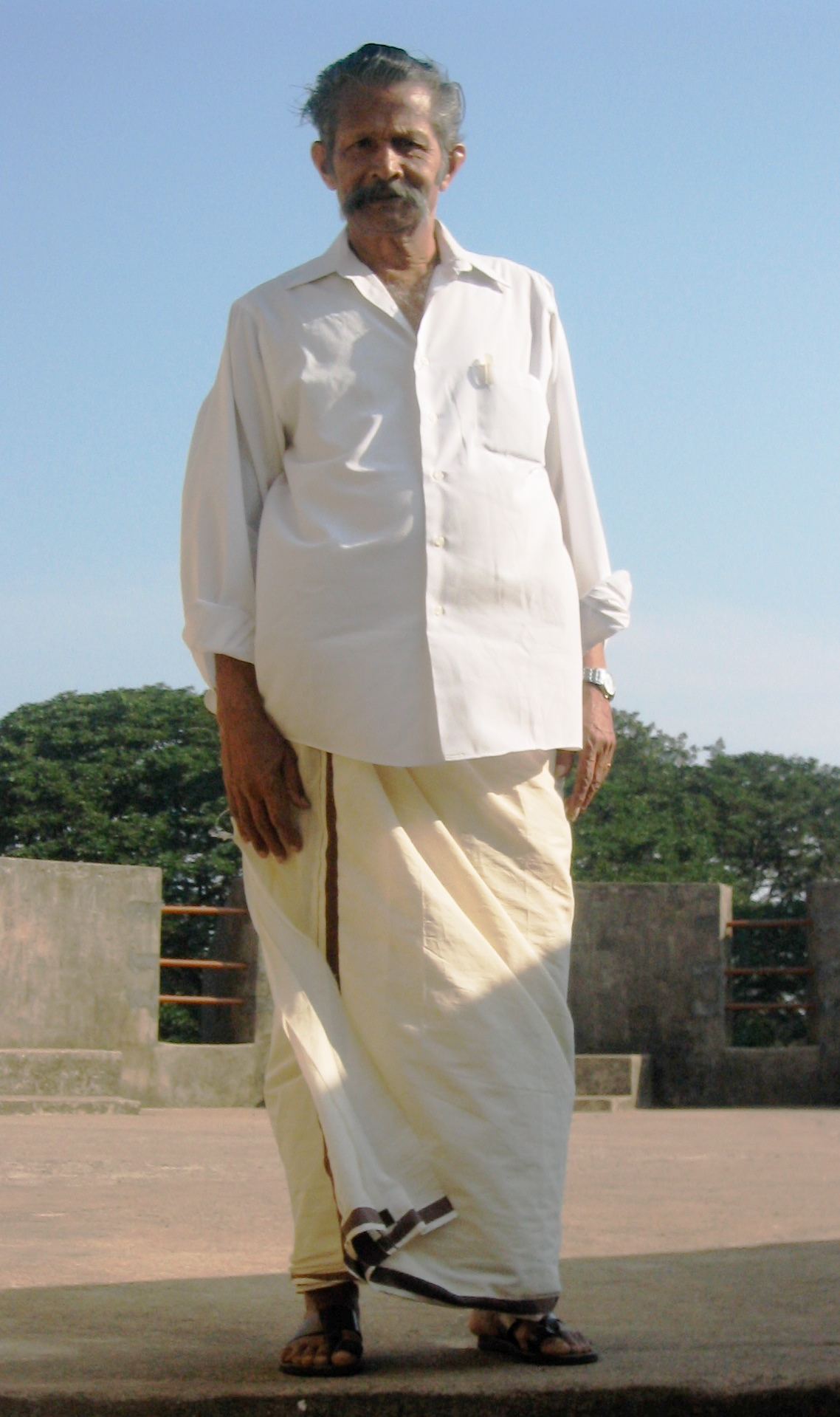
Lungui o sarong típico de la India
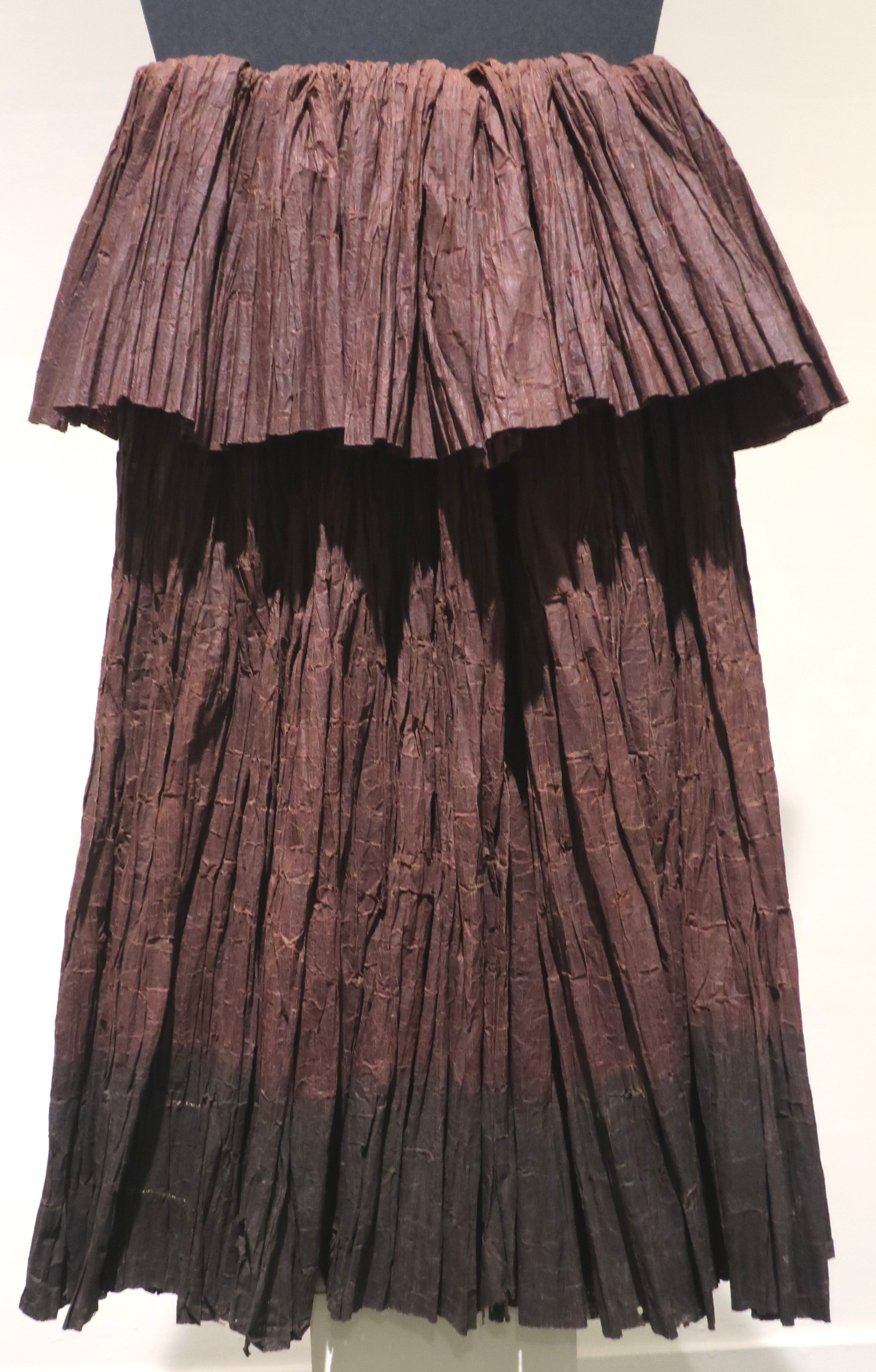
Topi', falda ceremonial de corteza de Indonesia